# Pedro Paulo de Melo Saraiva
Pedro Paulo de Melo Saraiva (Florianópolis, 1933 – São Paulo, 2016) foi um arquiteto brasileiro.
Nascido em Florianópolis, estudou, já em São Paulo, no Colégio Rio Branco. Na Faculdade de Arquitetura e Urbanismo da Universidade Presbiteriana Mackenzie, em São Paulo, entra em contato com a arquitetura moderna em um momento onde a escola era dirigida por Cristiano Stockler das Neves, contrário à nova arquitetura.  Ganhou diversos prêmios e é um dos expoentes da arquitetura moderna paulistana. Entre outros são seus os projetos da Ponte Colombo Salles (Florianópolis), ESAF (Brasília), Esporte Clube Sírio e PRODESP (São Paulo) e a reforma do Mercado Municipal de São Paulo.
Foi professor da FAUUSP a convite de João Batista Vilanova Artigas, que também indicara Paulo Mendes da Rocha para o cargo de assistente. Além da USP, foi professor na Universidade de Brasília até os anos 1970 e professor da Faculdade de Arquitetura e Urbanismo da Universidade Presbiteriana Mackenzie até o fim de sua vida.